# خيتون (جنس)
الخيتون أو الحَيْدَبَة (بالإنجليزية: Chiton)‏ هو جنس من الخيتونات، وهو رخوي عديد الأصداف من الفصيلة الخيتونية.